# Бандо, Рюдзи
Рюдзи Бандо (яп. 播戸 竜二 Бандо Рю:дзи, род. 2 августа 1979, Химедзи, Хиого) — японский футболист, нападающий, известен по выступлениям за клубы «Виссел Кобе», «Гамба Осака» и сборную Японии. Победитель Лиги чемпионов АФК 2008.

## Игровая карьера

### Клубная
Воспитанник средней школы Котогаоки, по окончании которой в 1998 году заключил контракт с клубом Джей-Лиги 1 «Гамба Осака». В 2000 году был отдан в аренду клубу «Консадоле Саппоро», с которым стал победителем Джей-Лиги 2. В клубе за два сезона провел 57 матчей, забил 24 гола.
С 2002 года нападающий клуба Виссел Кобе. В сезоне 2004 с 17 голам вошёл в тройку бомбардиров. Всего за клуб провел 99 матчей и забил 30 голов.
С 2006 года вернулся в клуб «Гамба Осака». В 2008 году стал с клубом победителем Лига чемпионов АФК 2008.
После неудачного сезона, в январе 2010 года, Рюдзи перешёл в клуб «Сересо Осака», который только вышел в Джей-Лигу 1.
В 2013 году был отправлен в аренду в клуб «Саган Тосу».

### Международная
В составе молодёжной сборной Японии по футболу становился серебряным призёром молодёжного чемпионата мира 1999 года проходившего в Нигерии.
В главной сборной дебютировал 4 октября 2006 года в товарищеском матче со сборной Ганы, сменив на 67 минуте Сатору Ямагаши.

## Достижения
Клубные
- Победитель Лиги чемпионов АФК: 2008
- Победитель Кубка Императора (2): 2008, 2009
- Победитель Кубка Джей-лиги: 2007
- Победитель Суперкубка Японии: 2007
- Победитель Джей-Лиги 2 (2): 2000, 2015
- Победитель Джей-Лиги 3: 2018

Международные
- Серебряный призёр чемпионата мира по футболу среди молодёжных команд: 1999